# کلیسای اوتوبویرن
کلیسای اوتوبویرن (به آلمانی: Kloster Ottobeuren) یک کلیسا دیر (مسیحیت) نظام سنت بندیکت در آلمان است که در اوتوبویرن واقع شده‌است. این کلیسا یکی از ۴۰ کلیسای امپراتوری مقدس روم بود و یک دولت مستقل را تشکیل می‌داد. این کلیسا در زمان انحلال در سال ۱۸۰۲ مساحتی به اندازه ۲۶۶ کیلومتر مربع را تحت حاکمیت خود داشت و ده هزار موضوع برای رسیدگی داشت.

## نگارخانه

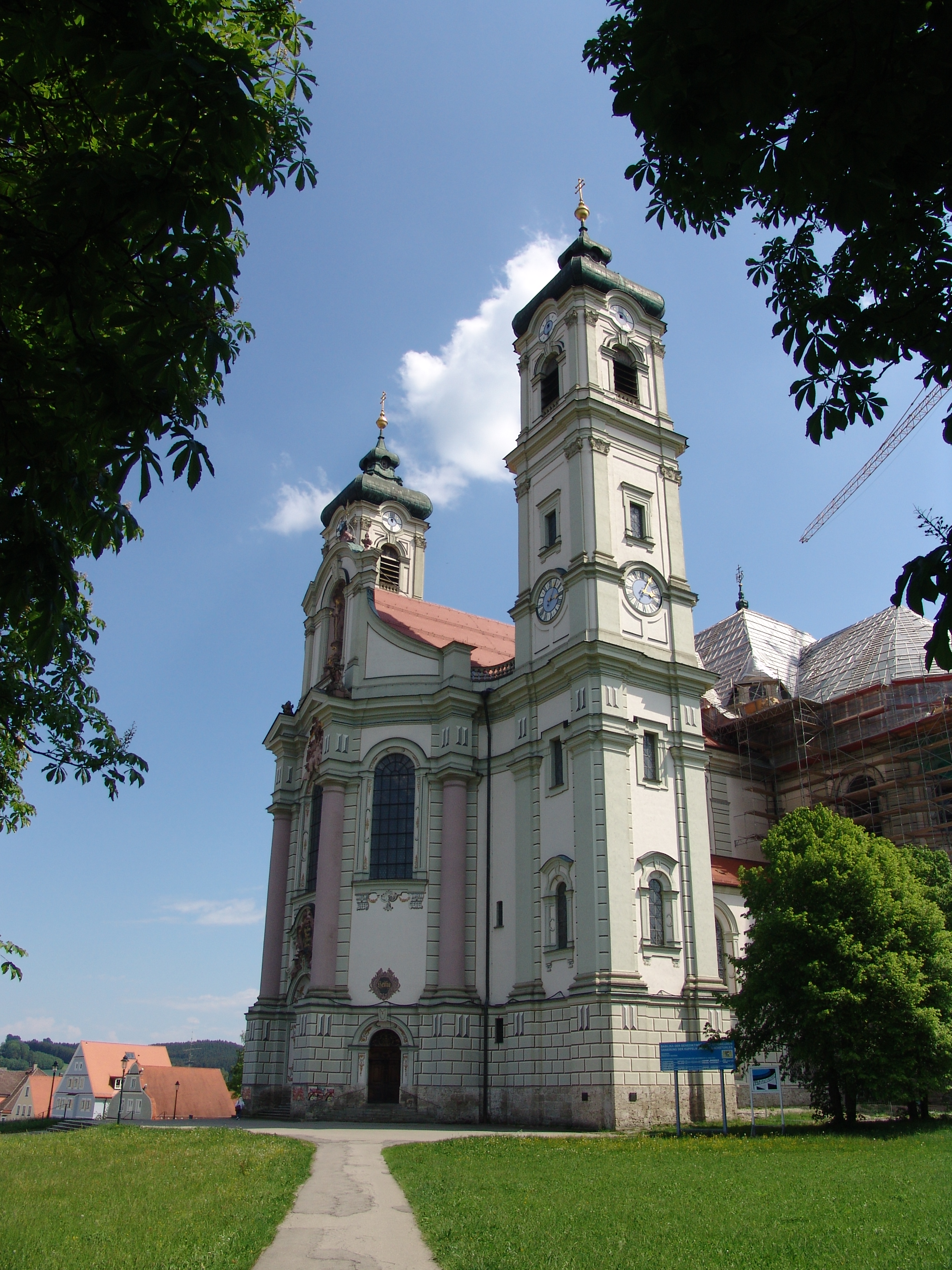
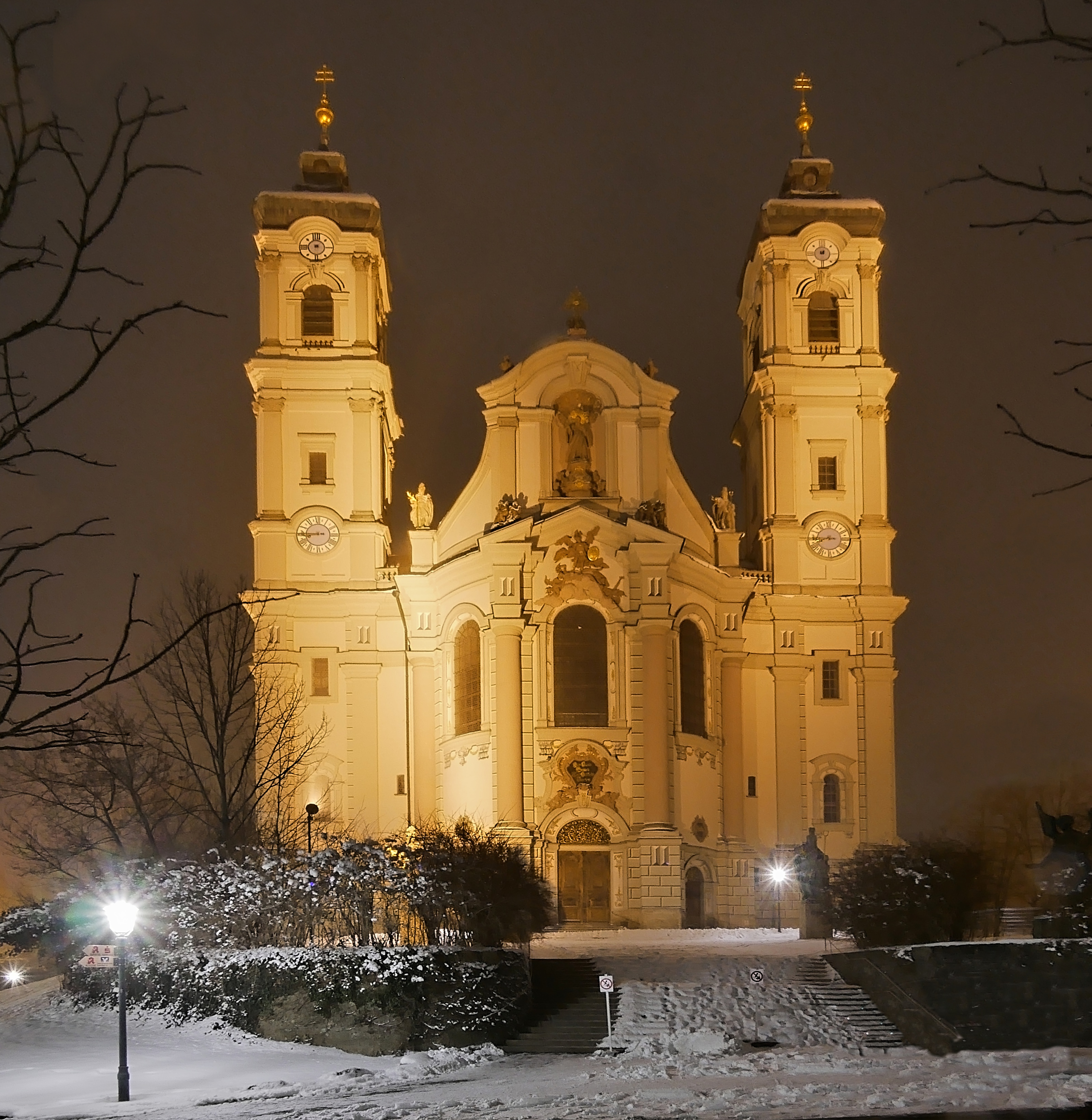
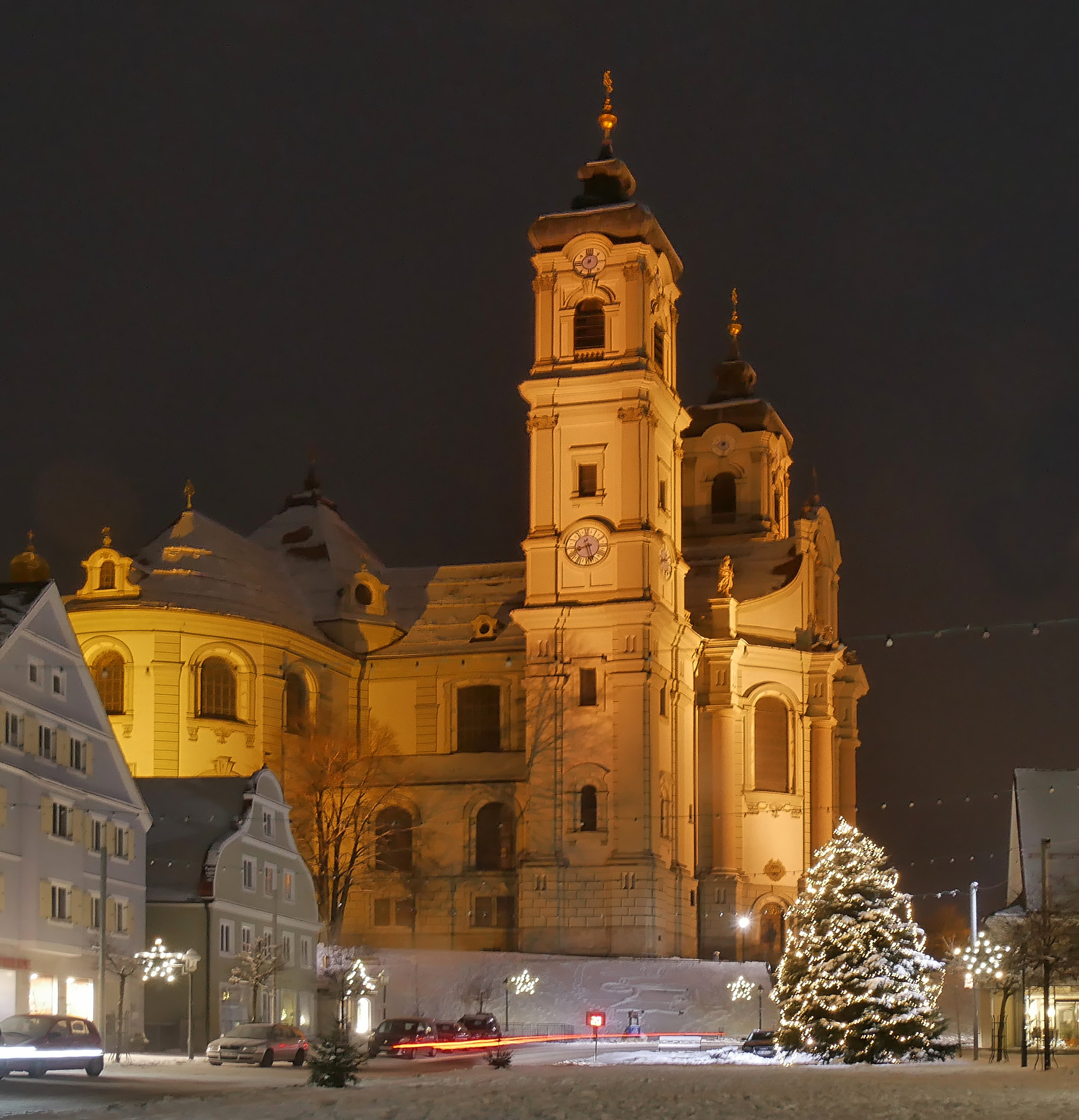
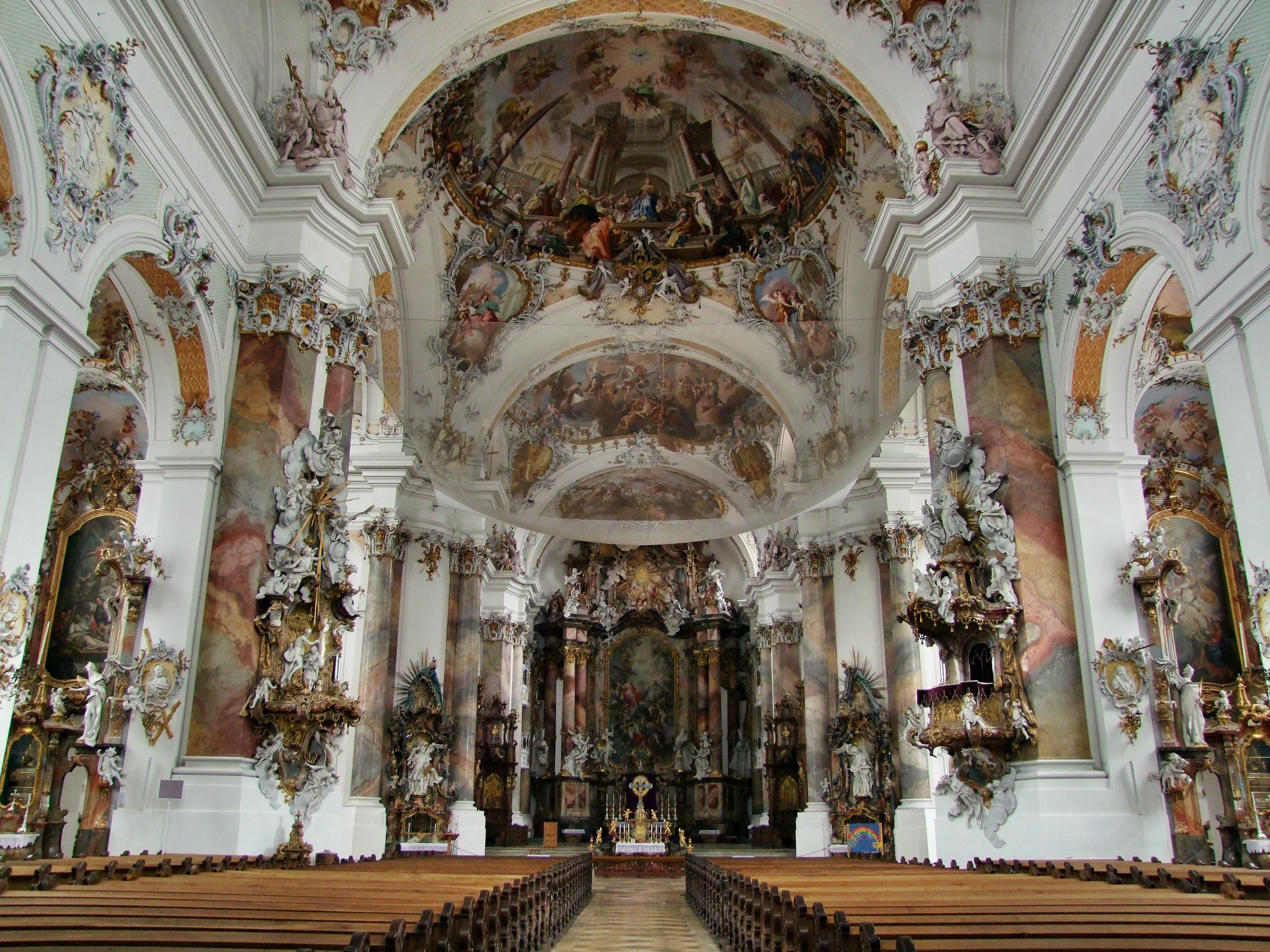
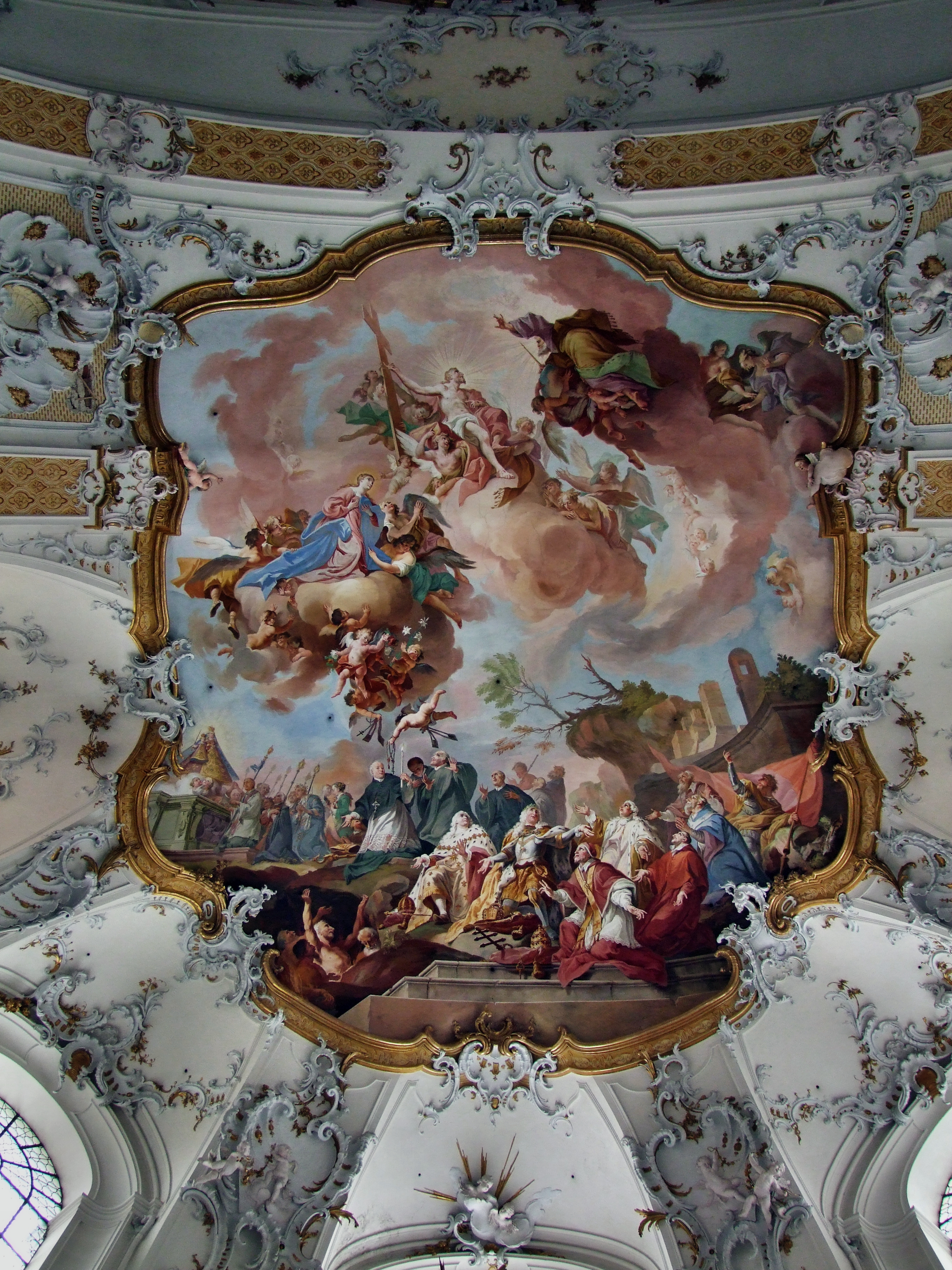
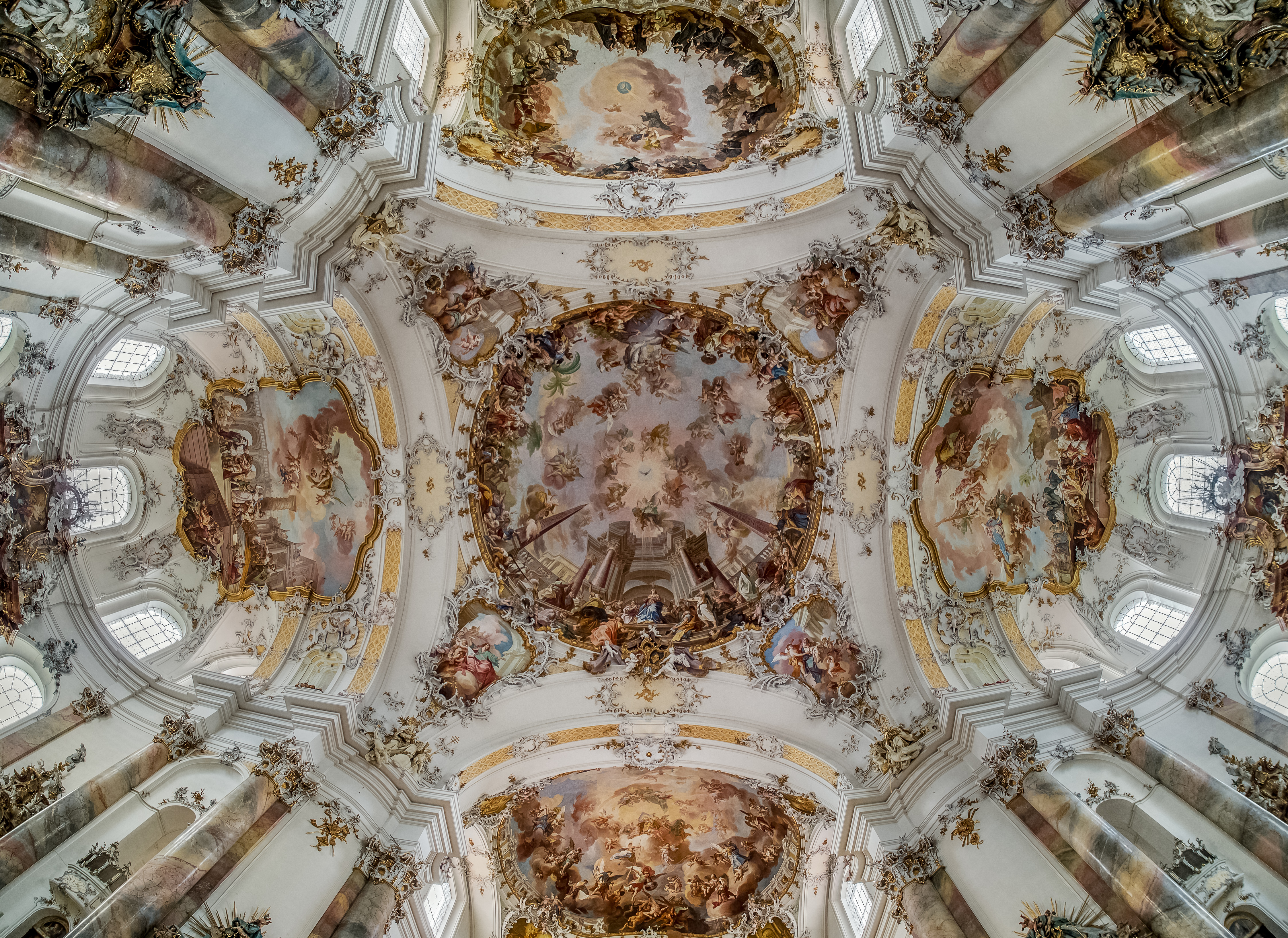
نگاره‌ای از گچ‌بری و نقاشی‌های روی سقف کلیسای اوتوبویرن در سبک روکوکو